# Lutzomyia breviducta
Lutzomyia breviducta är en tvåvingeart som först beskrevs av Barretto M. P. 1950.  Lutzomyia breviducta ingår i släktet Lutzomyia och familjen fjärilsmyggor. Inga underarter finns listade i Catalogue of Life.